# 清岡智比古
清岡智比古（きよおか ともひこ、1958年 - ）は、日本のフランス語学者、詩人。明治大学理工学部教授。

## 人物
清岡卓行の最初の妻との子として東京都大田区に生まれる。継母は岩阪恵子。1982年上智大学文学部仏文科卒、1988年同大学院仏文専攻博士課程単位取得満期退学。2008年、明治大学理工学部准教授着任。2013年から教授。2017年度より、明治大学理工学研究科都市学・建築専攻総合芸術系教授も兼務。
NHKラジオ「まいにちフランス語」（2008年、2010年、2014年、2019年／2009年、2011年、2013年、2015年、2020年に再放送）、NHKテレビ「テレビでフランス語」（2011年上期／2012年下期に再放送）の講師。「フラ語シリーズ」などの語学書を中心に、詩集、近代詩評論、映画論、紀行なども発表している。

## 著書

### 単著
- 『小さな幸福』小沢書店　1998
- 『おいしいフランス語』　白水社　1999
- 『フラ語動詞、こんなにわかっていいかしら?』白水社　2002（2015に改訂版）
- 『フラ語入門、わかりやすいにもホドがある!』白水社　2003（2009に改訂版）
- 『ボンボン・ショコラ』白水社　2004
- 『フラ語練習、楽しいだけじゃだめかしら?』白水社　2005
- 『フラ語ボキャブラ、単語王とはおこがましい!』白水社　2006（2011に改訂版／2022に増補新版）
- 『フラ語デート会話、恋ってどんなものかしら?』白水社　2007
- 『ル・フランセ・クレール』白水社　2007
- 『東京詩 ――藤村から宇多田まで』左右社　2009
- 『エキゾチック・パリ案内』平凡社新書 2012
- 『我的第一本法語文法』國際學村　2014（陳威丞 訳）
- 第一詩集『きみのスライダーがすべり落ちる　その先へ』左右社 2014
- 『パリ移民映画 ～都市空間を読む 1970年代から現在』白水社　2015
- 『我的第一本法語語法書』上海譯文出版社　2018（陳威丞 訳）
- 『フラ語問題集、なんか楽しいかも！』白水社　2019（『フラ語練習、楽しいだけじゃだめかしら?』の改訂版）
- 『フラ語動詞、こんなにわかっていいかしら?』白水社　2019（改訂新版・アプリ対応）
- 『フラ語入門、わかりやすいにもホドがある!』白水社　2019（改訂新版・アプリ対応）
- 『フランス語をはじめたい！』SBクリエイティブ　2023

### 共著
- 『モナリザが行方不明』寺家村博共著　朝日出版社　1998
- 『パリ24時間』大柳貴共著　白水社　2000
- 『ハートにビビッとフランス語』レナ・ジュンタ共著 NHK出版 2008
- 『世はいかにして昭和から平成になりしか』中島岳志、雨宮処凛、能町みね子共著　白水社　2010
- 『混成世界のポルトラーノ』管啓次郎、林ひふみ、波戸岡景太、倉石信乃共著　左右社　2011
- 『清岡&レナ式 フランス語初級卒業講座―文法が好きになる1200問』　NHK出版　2012
- 『ぜんぶ話して！』レナ・ジュンタ共著　白水社　2015（2021に改訂版）
- 『敷石のパリ』管啓次郎、ミシマショウジ、 佐藤由美子共著　トランジスタ・プレス　2019
- 『クワ・ドゥ・ヌフ？ Z世代のリアル・フランス』レナ・ジュンタ共著　白水社  2023

## 参考
- 明治大学教員情報:[リンク切れ]